# فراشات ليلية
الفراشات الليلية أو فوق فصيلة النوكتويديا (الاسم العلمي: Noctuoidea) هو فيلق من الحشرات يتبع رتيبة ذوات الخرطوم من رتبة حرشفيات الأجنحة.

## فصائل
- ليليات
- الأربوسية
  - الأربوساوات
    - الأربوساوية
      - الأربوسة

  - المتلافاوات
    - المتلافاوية
      - المتلافة

    - الأورجياوية
      - الأورجية
      - الدشيرة

## أجناس
- الشامسة